# Trying to Get To You

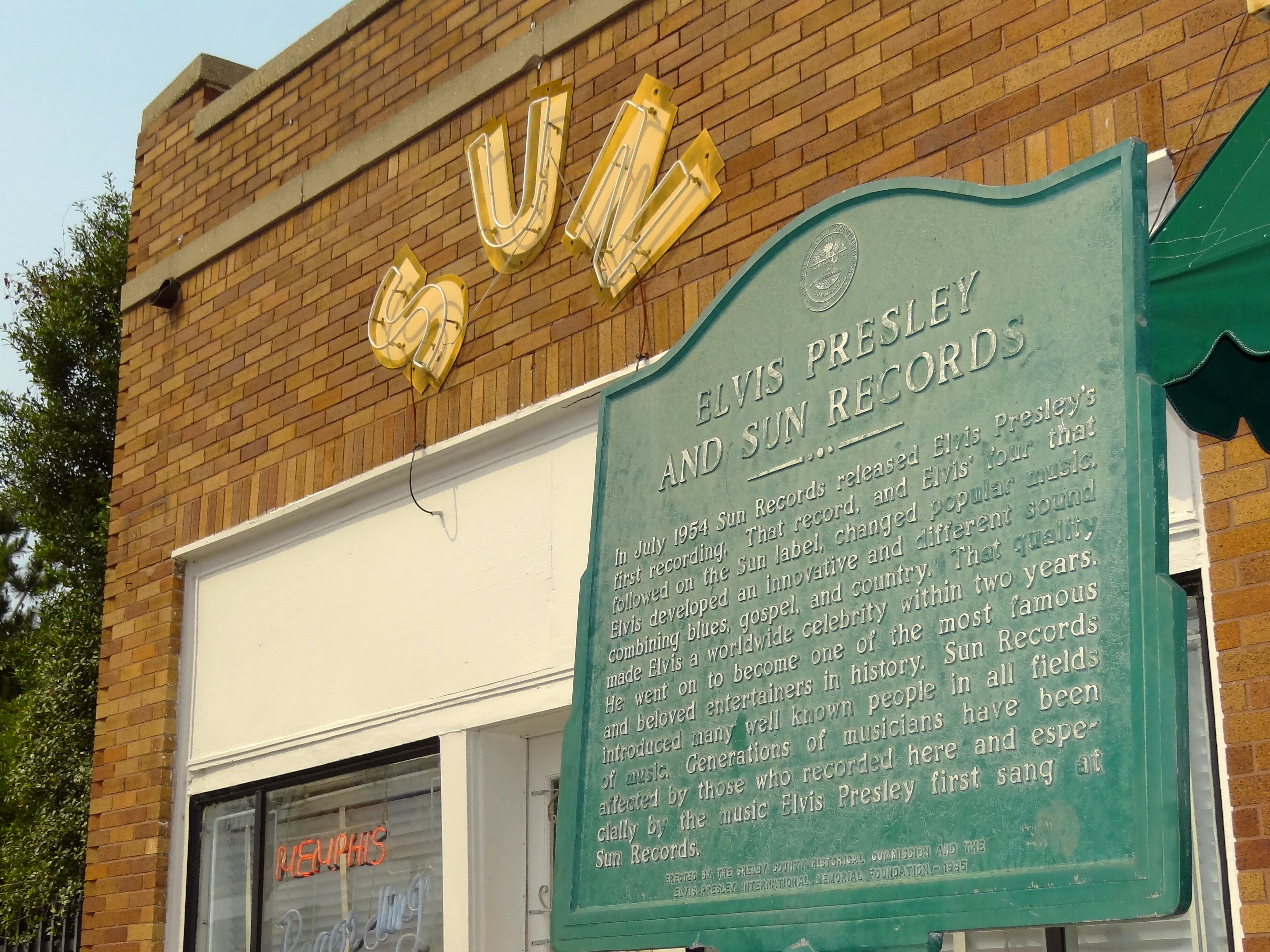
La compañía Sun Records en Memphis donde Elvis Presley grabó sus primeros discos

"Tryin' to Get to You" (En esp. "Tratando de tenerte") es una canción escrita por los cantautores de R&B Rose Marie McCoy y Charles Singleton.  Fue grabado originalmente por el grupo vocal de Washington D. C. The Eagles en 1954 y lanzado a mediados de 1954 en Mercury Records 70391. El formato del título en el disco de The Eagles era "Tryin' to Get to You", con un apóstrofe.
La canción también fue grabada por Elvis Presley en 1955 en sus grabaciones Sun Records no publicadas en ese momento.

## Versiones de Elvis Presley
Presley grabó cinco versiones de la canción. La primera el 23 de marzo de 1955, y la segunda el 11 de julio de 1955, siendo editada la segunda sesión en vida. También grabó versiones en vivo de la canción en Elvis (NBC TV Special), en 1968; Elvis: As Recorded Live on Stage in Memphis y Elvis in Concert. 
En la versión anterior que apareció en el álbum de 1999, Sunrise, Presley grabó esta canción mientras tocaba simultáneamente el piano (y sin la ayuda de su guitarra rítmica, como se creía anteriormente). Debido a que su forma de tocar el piano en ese momento era un acompañamiento de apoyo básico, el productor Sam Phillips borró el sonido del piano en la toma maestra, por lo que, además de la voz de Elvis, todo lo que se escucha es la guitarra principal, el bajo y la batería. 
El piano de Elvis se escucha en la versión de la sesión de julio y apareció en su LP homónimo Elvis Presley (álbum) de 1956.
La entrega vocal de Presley parece estar influenciada por la del cantante principal de The Eagles, aunque lleva los dos trinos en 0.56 y 2.12 un paso adelante al extender su voz para que se encuentren, luego se unan (y sin paradas ni respiros de por medio), el primer y segundo verso. Además, el solo de guitarra de Scotty Moore en la grabación de Presley reemplaza un solo de saxofón que se escucha en el original. 
La canción fue lanzada en el álbum debut de Presley en RCA en marzo de 1956, Elvis Presley. También apareció el tema en el famoso lanzamiento de The Sun Sessions de 1976 y asimismo en muchos otros compilados y colecciones de Elvis.

### Versión de 1968
La interpretación de Elvis en el especial televisivo de 1968 se dio durante el segmento de una jam session improvisada donde Elvis tocó para ese tema con la guitarra de Scotty Moore, una Gibson 1963 Super 400 CES de caja, el único instrumento conectado, mientras que las demás guitarras acústicas y las percusiones fueron amplificadas con micrófonos externos, lo cual sentó las bases para el futuro MTV Unplugged.
En dicho evento, Elvis cantó Trying to get to you a la vez que ejecutaba la guitarra Gibson en cuestión, con un acompañamiento que incluía riffs y licks.
Ver Elvis: One night with you

## Otras interpretaciones
"Trying To Get To You" fue lanzado a continuación por The Teen Kings con Roy Orbison en marzo de 1956  como Je-Wel JE-101 con el respaldo de "Ooby Dooby" en la cara B.  Luego también siguió una versión de Johnny Carroll, que se realizó en Decca Records el 19 de mayo de 1956 (Decca 9–29940).  Ricky Nelson fue el siguiente en dar un tratamiento a la canción en 1959.